# الراية الملكية لإسبانيا
الراية الملكية لملك إسبانيا (بالاسبانية:Estandarte Real Español) هي  الشارة الشخصية للعاهل الإسباني. تم اعتماد النسخة الحالية منها في 19 يونيو 2014، وصدر بشأنها المرسوم الملكي رقم 527/2014 بتاريخ 20 يونيو، والذي بموجبه تم إنشاء الراية والراية الملكية للملك فيليبي السادس، كما تم تعديل لائحة الأعلام والرايات والرايات العسكرية والشارات والرموز، المعتمدة بموجب المرسوم الملكي رقم 1511/1977 بتاريخ 21 يناير.

الراية الملكية لأسبانيا

## تكوين الراية
تتكوَّن هذه الراية من قماش قرمزي اللون وشكل مربّع، يتوسّطها من الجهتين شعار الملك المطرّز في الجزء المركزي منها.
وبالإضافة إلى بعض التعديلات التي أُدخلت على الشعار، تمت استعادة اللون التقليدي الذي كان يستخدمه الملوك الإسبان، والذي تم استبداله باللون البنفسجي خلال عهد إيزابيل الثانية وخلفائها، ثم بالأزرق الداكن خلال عهد خوان كارلوس الأول.
كما تم أيضًا تكبير حجم الشعار بالنسبة لخلفية الراية مقارنةً بالنسخة السابقة، بحيث تم اعتماد النسب التي أُقرّت عام 2001 للرايات الشخصية لولي العهد.
الراية مصنوعة من نسيج قوي من الصوف أو الألياف الصناعية.
ويتم رفعها في المواقع الملكية، وكذلك للإشارة إلى وجود الملك، سواء في الثكنات الإسبانية، أو على السفن والقوارب التابعة للبحرية الإسبانية، أو المركبات البرية داخل الأراضي الإسبانية، وأيضًا خارجها إذا كانت المركبات تابعة للقوات المسلحة الإسبانية.
لراية الملك خمسة أحجام مختلفة، تُستخدم حسب المكان، الظروف المناخية، أو طبيعة الحدث (سواء كان حدثًا اعتياديًا يوميًا أو مراسم رسمية)، وهي:
1600 ميليمتر
1200 ميليمتر
1000 ميليمتر
800 ميليمتر
400 ميليمتر
كما تم دمج عناصر الراية في الشارة الجديدة الخاصة ببيت الملك، وذلك بموجب الملحق المرفق بالمرسوم الملكي 527/2014 الصادر بتاريخ 20 يونيو.
وتتكوّن هذه الشارة من لوحة بيضاوية الشكل، مصنوعة من النحاس المطلي بالمينا، وتبلغ أبعادها:
35 ميليمتر طولاً × 30 ميليمتر عرضًا.
الدليل الحالي، وهو الشعار الشخصي ذو الاستخدام العسكري، تم اعتماده أيضًا إلى جانب الراية.
وهو منظَّم في القاعدة رقم 1 من المرسوم الملكي 527/2014، الذي عدّل القاعدة نفسها الواردة في العنوان الثاني من المرسوم الملكي 1511 الصادر في 21 يناير 1977.
الراية والدليل متطابقان تقريبًا، إلا أن الدليل يتميّز بحافة من الخيط الذهبي تنطلق منها أهداب (شرّابات) ذهبية أيضًا.
في دليل الملك فيليبي السادس، كما في رايته، تم تكبير حجم الدرع الملكي مقارنةً بالذي كان معتمدًا في راية الملك خوان كارلوس الأول بموجب مرسوم 1977.
يُصنع الدليل من حرير التفتا، ويحمله ضابط من الجيش، ويبلغ طول كل ضلع من أضلاعه 800 ميليمتر.

الراية الشعاراتية أو راية الأسلحة، والمعروفة أيضًا باسم "الراية الملكية" أو "البيّنة الملكية"، كانت – كما هو الحال في باقي الملكيات الأوروبية – العلم الشخصي للملوك الإسبان، واستُخدمت في المناسبات الأكثر احتفالية ووقارًا.
كانت تتكوّن من عناصر درع الملك بدون الزينة الخارجية، ولم يُعاد استخدامها منذ اختفائها سنة 1931.
أما الراية الملكية حاليًا، فهي العلم الشخصي للملك.
أما الدليل (Guion)، فله استخدام عسكري، وقد تكوّن – منذ عهد الملك فيليبي الثاني – من نفس عناصر الراية الملكية لكن مع إضافة صليب بورغونيا، وشُرّابات (أهداب)، وخيط زخرفي ذهبي.
خلال عهد أسرة هابسبورغ (Casa de Austria)، لم يكن صليب بورغونيا يظهر كثيرًا في الراية الملكية.
أما الملكان الكاثوليكيان (إيزابيل وفرناندو) والملك كارلوس الأول (بصفته ملك قشتالة)، فقد استخدموا الدليل الخاص بملوك قشتالة، والمعروف باسم "شريط قشتالة" (Banda de Castilla)، وهو علم مربع الشكل لونه قرمزي، يحتوي على شريط مائل بين تنّينين (Dragantes).
قام الملكان الكاثوليكيان بإضافة رمزي اليوغ (Yugo) والسِهام (Flechas) إلى شريط قشتالة، وقد تم استبدالهما لاحقًا بـ"أعمدة هرقل" (Columnas de Hércules) في عهد كارلوس الأول.
أما فرناندو الكاثوليكي، فقد استخدم أيضًا الدليل الخاص به كملك لأراغون.
وبالإضافة إلى ذلك، استخدم الملكان الكاثوليكيان منذ سنة 1492 نوعًا آخر من الرايات بشكل متكرر، وكان عبارة عن قماش أبيض اللون يحمل شعار درعهما الملكي.

## الرايات الشعارية
من سنة 1475 حتى 1506، كانت راية الأسلحة الخاصة بالملوك الكاثوليك تتكوّن من قماش قرمزي اللون، وتحمل الدرع الرباعي الذي يضم شعارات الممالك التالية:
قشتالة: على خلفية حمراء (de gules)، قلعة ذهبية.
ليون: على خلفية فضية (de plata)، أسد أرجواني (púrpura) يتوّجه تاج ذهبي.
أراغون: على خلفية ذهبية، أربعة أعمدة حمراء.
نابولي وصقلية: درع مقسوم ومعقوف، في أعلاه وأسفله ذهبي اللون بأربعة أعمدة حمراء، وعلى الجانبين فضي اللون بنسر أسود (sable) يتوّجه تاج ذهبي.
وفي سنة 1492، أُضيف شعار مملكة غرناطة إلى الراية، وهو عبارة عن رمانة طبيعية الشكل، بلون فضي، مشقوقة بلون أحمر، ذات ساق وأوراق خضراء.
وقد استُخدم هذا العلم أيضًا من قِبَل مشاة الجيش الخاص بالملوك الكاثوليك.
1518-1556
اعتمد كارلوس الأول رايةً تحمل شعارات والديه، الملكين خوانا وفيليب الأول ملك قشتالة. وقد أضاف هذان الملكان إلى شعارات قشتالة، ليون، أراغون، مملكتي صقلية، وغرناطة (الموجودة في الراية السابقة)، شعارات فيليب الخاصة، لتشكّل درعًا مقسمًا جديدًا، يحتوي على:
النمسا: (حمراء بها شريط أفقي فضي)،
بورغونيا القديمة: (خطوط مائلة ذهبية وزرقاء بإطار أحمر)،
بورغونيا الحديثة: (زرقاء منثورة بزهور الزنبق الذهبية، وبإطار مخطط متناوب من الفضة والأحمر)،
برابانت: (سوداء وبها أسد ذهبي، متوج بنفس اللون، ولسانه ومخالبه باللون الأحمر)،
فلاندرز: (ذهبية وبها أسد أسود، بلسان ومخالب حمراء)،
تيرول: (نصف درع من الفضة).
وكما في حالة الملوك الكاثوليك، كانت هذه الشعارات على خلفية قرمزية.
كما كانت الراية مزينة بـ تاج ملكي قديم (مفتوح).
ومنذ عام 1519، بعد انتخابه إمبراطورًا، استخدم كارلوس أيضًا الراية الإمبراطورية، والتي كانت تحتوي على شعاراته الخاصة مرسومة فوق نسر الإمبراطورية الرومانية المقدسة ذو الرأسين، على خلفية صفراء أو ذهبية.
1580-1668
في الراية التي استُخدمت من سنة 1580 (في عهد فيليبي الثاني) حتى سنة 1668، أُضيفت الشعارات التالية:
النمسا: (حمراء بها شريط أفقي فضي)،
بورغونيا القديمة: (خطوط مائلة من الذهب والأزرق بإطار أحمر)،
بورغونيا الحديثة: (زرقاء منثورة بزهور الزنبق الذهبية، وبإطار من الفضة والأحمر)،
برابانت: (سوداء وبها أسد ذهبي)،
فلاندرز: (ذهبية وبها أسد أسود)،
تيرول: (مقسمة إلى فضية ونسر أحمر متوج بالذهب، وعلى صدره هلال)،

كما تم إدراج شعار البرتغال:
(فضي يحتوي على خمسة دروع زرقاء موضوعة على شكل صليب، بكل منها خمس دوائر فضية موضوعة على هيئة حرف X، وبإطار أحمر يحتوي على سبعة قلاع ذهبية).

وقد أُزيل شعار البرتغال في سنة 1668.
1668-1700
كانت راية السلاح المُستخدمة من سنة 1668 حتى 1700 (خلال حكم كارلوس الثاني) مكوّنة من شعارات قشتالة وليون مع غرناطة، يتوسطها في الأسفل شعار أراغون ونابولي-صقلية، إضافة إلى شعارات النمسا، بورغونيا القديم، بورغونيا الحديث، برابانت، فلاندرز وتيرول.
1700-1761
احتفظت راية فيليبي الخامس بجميع العناصر السابقة، لكنها غيّرت توزيعها: ظهرت شعارات فلاندرز وتيرول الآن في أرباع منفصلة بأسفل الدرع (بدلاً من أن تكون في الدرع الصغير كما كانت سابقًا)، وأُضيف درع صغير مركزي جديد يحمل زنابق آل بوربون، مع إطار باللون الأحمر لفرع أنجو. وظلت الشعارات دون تغييرات جوهرية خلال حُكم لويس الأول، وعودة فيليبي الخامس إلى العرش، ثم خلال عهدي فرناندو السادس وكارلوس الثالث حتى عام 1761.
1761–1868 / 1875–1931
أجرى كارلوس الثالث إصلاحًا جديدًا على الدرع وراية الأسلحة، حيث أضاف شعارات دوقيتي بارما-فارنيز (ذهبي تتوسطه ست زهور زنبق زرقاء) وتوسكانا-ميديتشي (ذهبي تتوسطه خمس دوائر حمراء، وفوقها دائرة زرقاء تحتوي على ثلاث زهور زنبق ذهبية). وقد استُخدمت هذه الراية حتى عام 1868 في عهد خلفائه: كارلوس الرابع، فرناندو السابع، وإيزابيل الثانية. وبعد استعادة الملكية عام 1874، استُخدمت هذه الراية بشكل عرضي حتى عام 1931 في عهد ألفونسو الثاني عشر وألفونسو الثالث عشر. ومنذ عام 1931، لم تُستخدم راية الأسلحة الخاصة بالملك مرة أخرى في إسبانيا.

## الرايات الملكية
1475-1492
كانت الراية الملكية التي بدأ ملوك الكاثوليك باستخدامها عام 1475 تتكوّن من عَلَم أبيض اللون يتوسّطه في منتصفه درعهم الملكي: مُرَبَّع يجمع بين شعارات قشتالة وليون (مربعة) مع شعارات أراغون ونابولي-صقلية (مشطورة). ويتوَّج الدرع بتاج ملكي قديم (مفتوح).
1492-1506
منذ عام 1492، ظهرت في راية الملوك الكاثوليك، إلى جانب العناصر المستخدمة سابقًا، شارة مملكة غرناطة في الأسفل، والنسر المعروف باسم نسر القديس يوحنا كداعم للدرع.
1556-1580
1668-1700
استخدم معظم ملوك أسرة هابسبورغ (Casa de Austria) – باستثناء فيليب الأول وكارلوس الأول – راية ملكية كانت عبارة عن علم باللون القرمزي، مع شعار النبالة الخاص بالملك مطرَّزًا في وسطه، مع بعض التعديلات الطفيفة.
وقد استُخدمت النسخة المتوسطة من الشعار، دون الداعمين (كالنسر أو الحيوانات)، وبدون الخوذة أو الزخارف القماشية.
1580-1668
منذ عام 1580، حين أُعلِن فيليبي الثاني ملكًا على البرتغال، أُدرِج شعار مملكة البرتغال ضمن الشعار الملكي.
واستمر هذا الأمر حتى اعتراف إسبانيا باستقلال البرتغال في عام 1668، وذلك في عهد الملك كارلوس الثاني.
1700-1761
احتفظ أوائل ملوك أسرة بوربون براية ملكية كانت عبارة عن علم مربع الشكل عادةً، بلون قرمزي، يتوسطه الشعار الملكي (الشعار المتوسط) مطرّزًا، مع إضافة الدرع الصغير (escusón) الذي يحمل شعار أسرة بوربون ووسام الروح القدس.
1761-1834
أدخل كارلوس الثالث أيضًا على الراية الملكية التعديلات التي أجراها على الشعار الملكي (حيث أزال وسام الروح القدس واستبدله بالوسام الذي أسّسه بنفسه والذي يُعرف باسمه).
عادةً ما كانت الراية تتضمّن الشعار الملكي محاطًا فقط بطوق وسام الصوف الذهبي. وظل هذا التصميم دون تغييرات حتى بداية عهد إيزابيل الثانية.
1838-1868
1875-1931
في بداية عهد الملكة إيزابيل الثانية، تم استبدال اللون القرمزي باللون الأرجواني، وكان المعتاد أن يظهر فقط طوق وسام الصوف الذهبي.
ومنذ عام 1875، بعد استعادة النظام الملكي، استُخدمت الراية دون تغييرات كبيرة خلال فترة حكم خلفائها حتى سنة 1931.
1975-2014
مع تولّي خوان كارلوس الأول، تم تغيير لون الخلفية مجددًا، حيث تم إدخال اللون الأزرق الداكن. كما تم تقليل حجم الدرع الملكي مقارنةً بالإصدارات السابقة، ليتطابق مع التصميم المستخدم في الشعار الشخصي للملك.
بدأ استخدام هذه الراية منذ يوم إعلان خوان كارلوس ملكًا، أي قبل سنتين من تنظيمها قانونيًا بموجب المرسوم الملكي 1511 الصادر في 21 يناير 1977. كانت هذه الراية متطابقة تقريبًا مع الراية التي استخدمها كأمير لإسبانيا منذ عام 1971، والفرق الوحيد أن تلك الراية كانت تحمل تاج أمير مغلق بأربع أطواق (يُرى منها ثلاث)، وتم استبداله بالتاج الملكي عند اعتلاء خوان كارلوس العرش.
أشار هوغو أودونيل إلى أن اختيار اللون الأزرق الداكن ربما جاء لتمييزها عن الراية التي كان يستخدمها فرانكو كرئيس للدولة، والتي كانت باللون القرمزي، حيث اعتمد شعار "فرقة قشتالة" (Banda de Castilla)، وهو شعار ملوك قشتالة.
وعند تتويج خوان كارلوس ملكًا لإسبانيا، لم يتم استبدال لون الراية إلى الأرجواني أو القرمزي، وهما اللونان المستخدمان سابقًا.
وتُستخدم هذه الراية كشعار شخصي للملك منذ تنازله عن العرش عام 2014.

## الرايات الملكية في قصر وندسور
في "كنيسة القديس جورج" داخل قلعة وندسور (في إنجلترا)، وهي مقر الاجتماعات الرسمية لوسام الرباط (Orden de la Jarretera)، تُعرض الرايات أو الأعلام التي تحمل شعارات النبالة (الأسلحة) الخاصة بجميع الأعضاء الأحياء في هذا الوسام. وتكون هذه الرايات مربعة الشكل، مزينة بشرّابات على الحواف، ويبلغ طول كل ضلع منها حوالي متر ونصف.
في عام 1988، تم وضع راية الملك خوان كارلوس حاملةً شعاراته: الأرباع الأربعة لممالك قشتالة، ليون، أراغون، ونافارا، مع رمز غرناطة في الأسفل، ودرع بوربون-أنجو في المركز. وقد تم إيلاء اهتمام خاص بتفاصيل السلاسل والقصر، حيث رُسم القصر بشكل ضيق ويظهر فيه ثلاث نوافذ في القسم المركزي.
أما بالنسبة لـثمرة الرمان (الرمز الخاص بمملكة غرناطة)، فقد تم تعديل ألوانها عن الوصف الرسمي، إذ ظهرت بلون خارجي أحمر قاتم (أحمر قرمزي)، كما أن الأسد المرسوم كان دقيق التفاصيل ولونه أقرب إلى الأرجواني من الأحمر القرمزي.
وفي عام 2018، قُبيل زفاف دوقي ساسكس، وُضعت في الكنيسة راية الملك فيليبي السادس، والذي أصبح فارسًا في وسام الرباط منذ يوليو من العام السابق. وكما في راية والده، جاءت تفاصيل القصر والسلاسل مطابقة تقريبًا للتصميم الأصلي، في حين تم ضبط ألوان الأسد وثمرة الرمان لتتوافق مع الشكل الرسمي المبيّن في المرسوم الملكي 527/2014.
وكما هو الحال مع باقي الفرسان والأميرات من العائلات الملكية، تتميز الرايتان الإسبانيتان بشرّابات ذهبية على الحواف.
ومن الجدير بالذكر أن الملوك الإسبان الآتين كانوا أيضًا فرسانًا في هذا الوسام البريطاني:
ألفونسو الخامس ملك أراغون (1450-†1458)
فرناندو الكاثوليكي (1480-†1516)
كارلوس الأول (1508-†1558)
فيليبي الثاني (1554-†1598)
فرناندو السابع (1814-†1833)
ألفونسو الثاني عشر (1881-†1885)
ألفونسو الثالث عشر (1902-†1941)